# Украински демократичен алианс за реформи на Виталий Кличко
Украинският демократичен алианс за реформи на Виталий Кличко (на украински: Український демократичний альянс за реформи Віталія Кличка) е дясноцентристка либерална политическа партия в Украйна.
Основана е през 2010 година от известния боксьор Виталий Кличко. На парламентарните избори през 2012 година партията е на трето място с 14% от гласовете и 40 от 450 места във Върховната рада.